# Cuja Mara Split
Cuja Mara Split ist ein Speiseeis-Produkt von Langnese, das in Deutschland seit 1985 verkauft wird.
Cuja Mara Split besteht aus Milchspeiseeis am Holzstiel, die mit einer Schicht aus gelbem Fruchteis mit Maracujageschmack überzogen ist. Bereits in den 1960er Jahren wurde das Produkt unter dem Namen Split als Himbeereis mit Vanillekern vertrieben, später war dieses zunächst noch mit Fruchteis mit Orangengeschmack überzogen. 1984 brachte Langnese ein Vollfruchteis Cuja Mara auf den Markt (ohne Vanillekern), das aber bereits 1985 zugunsten eines Relaunch des Split wieder aufgegeben wurde. Zusammen mit einem neuen Schriftzug hieß Split von da an Cuja Mara Split. Es zählt zu den „Eis-am-Stiel-Klassikern“.
Auf der aktuellen Verpackung ist das Eis zusammen mit einer halbierten Passionsfrucht und zwei halbierten Orangen dargestellt.